# 고성민 (축구인)
고성민(1972년 9월 7일~ )은 대한민국의 은퇴한 축구 선수이다. 현역시절 미드필더로 뛰었었다.